# شمندر سكري
الشَّمَنْدَرُ السُّكَّرِيُّ أو الشوندر السكري أو بنجر سكري أو سكر البنجر (الاسم العلمي: Beta vulgaris) نبات يتبع نوع الشمندر (Beta vulgaris) من الأسرة الرمرامية من الفصيلة القطيفية، وهي فصيلة تشتمل على السبانخ والسلق ولها القدرة على التأقلم في مختلف الظروف المناخية.
شكل الشمندر مخروطي وهو أبيض اللون. يستخدم جذر الشمندر لاستخلاص السكر حيث تحتوي جذوره على نسبة من مادة السكروز، كما يحتوي على مواد غير سكرية نيتروجينية، وأملاح معدنية، وألياف.
الشمندر مسؤول عن 25 % من إنتاج السكر في العالم، وهو ثاني أهم مصدر لإنتاجه بعد قصب السكر. تتواجد زراعة الشمندر بشكل أساسي في أوروبا وأمريكا الشمالية وآسيا ومصر.

## وصلات خارجية
- بنجر السكر